# Derolophodes tuberosus
Derolophodes tuberosus är en skalbaggsart som beskrevs av Brancsik 1898. Derolophodes tuberosus ingår i släktet Derolophodes och familjen långhorningar.
Artens utbredningsområde är Madagaskar. Inga underarter finns listade i Catalogue of Life.